# Мъглижки манастир
Мъглижкият манастир „Свети Николай“ е действащ български манастир в Стара планина в България.

## Местоположение
Намира се на 2 km северно от град Мъглиж и на 33 km от Стара Загора.

## История
Манастирът е основан по времето на Втората българска държава и сведенията за него са оскъдни. Бил е ограбван и разрушаван многократно. Възобновен е за последен път след Освобождението, а сградите са възстановени във възрожденски стил през 1954 г. и 1969 г.
Според преданието манастирът бил основан от цар Калоян (1197 – 1207) през 1197 г. след победата му над кръстоносците в битката край Мъглиж. За да се помни победата, царят дарил средства за построяване на манастир.
В приписка в полето на четвероевангелие от 1572 г. е описан драматичен епизод от живота на манастира. На 13 януари 1623 г. еничарският предводител Склав дошъл да събира кръвен данък, един от най-жестоките данъци на поробените народи в Османската империя. Хората скрили децата си в манастира. Монасите не ги издали и за назидание били изклани. Така загинали монасите Гервасий, Анастасий, Богослов и Стефан, но децата били спасени.
И в най-смутните времена манастирът пазел българския дух. Още през XVI в. там се подготвят свещеници за цяла Южна България, имало и килийно училище.
През възраждането тук било открито мъжко училище, а няколко години по-късно и женско. През 1870 г. училището прераства в прогимназия. В манастира имало голяма библиотека, която изгоряла през Руско-турската война 1877 – 1878 г.
Манастирът бил тясно свързан с националноосвободителното движение през XIX век. През 1835 г. там е заточен игуменът на Плаковския манастир йеромонах Сергий, заради участието му във Велчовата завера. През 1866 – 1870 г. игумен на манастира е поп Харитон, прославил се по-късно в Дряновската епопея от 1876 г.
От 1922 г. манастирът е девически. Днес монахините продължават традицията на някогашното училище. Обучават децата на вероучение и изобразително изкуство.
През последните години манастирът става мъжки, а от 2022 година отново е девически с игумения сестра Пелагия.
През 2023 година манастирът е ремонтиран и обновен със средства от фондовете на Европейския съюз. Извършени са укрепителни и дренажни дейности на манастирската църква, ремонт на параклиса "Св. Св. Петър и Павел", обновяване на двора и сгради на манастира. Общата стойност е почти половин милион лева, осигурени от ЕС.

## Галерия
- Кратки бележки из историята на манастира
- Входът на църквата
- Камбаните
- „Мъглижки манастир“, картина от Иван Милев, 1924